# Humor británico

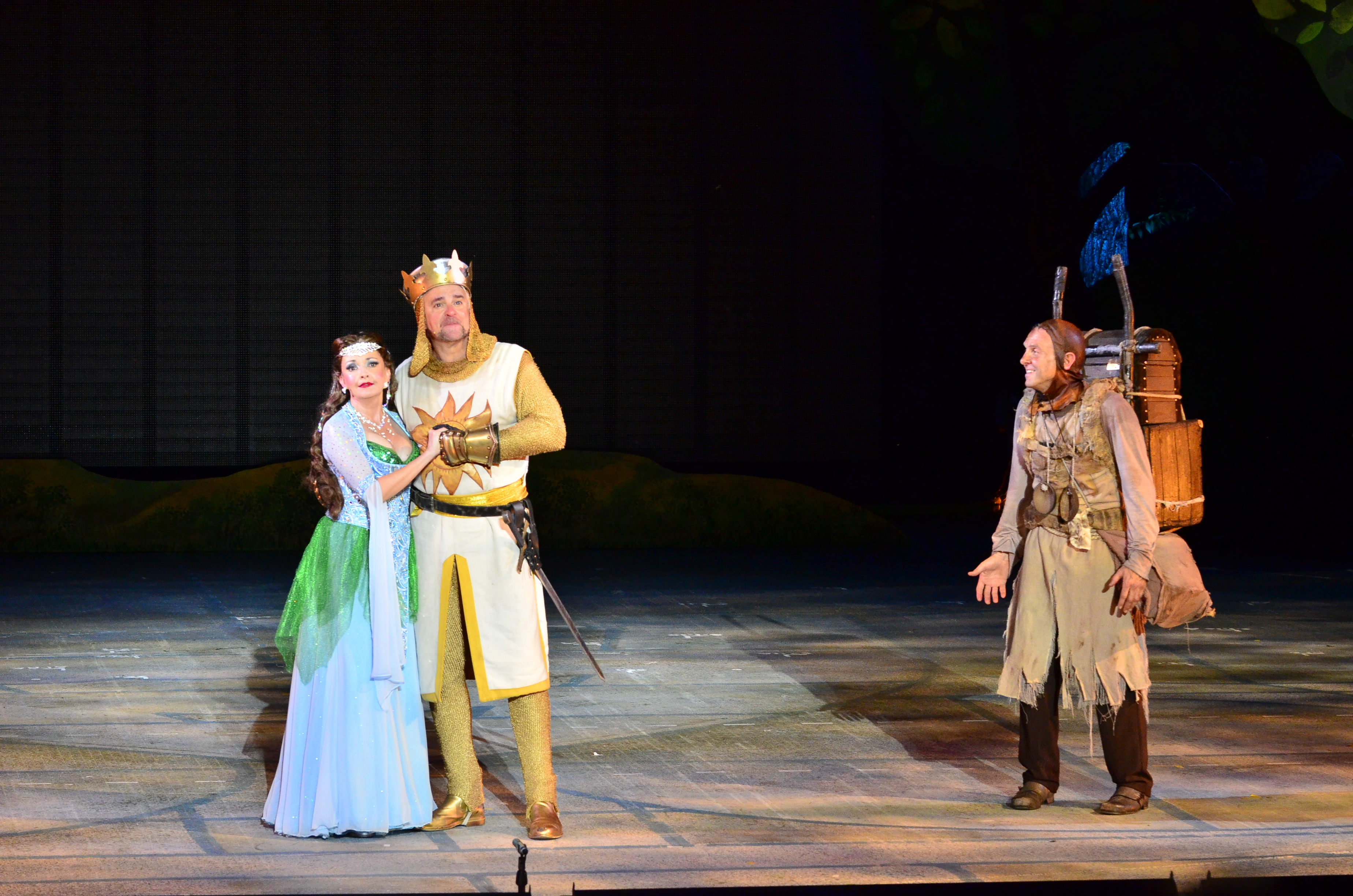
Spamalot (2005), comedia basada en una parodia de Monty Python de la leyenda del Rey Arturo

Popularmente los británicos son famosos por su peculiar sentido del humor. El humor británico (British humour) o humor inglés (English humour) tiene un fuerte elemento de sátira dirigido a lo absurdo de la vida cotidiana. Algunos recursos recurrentes incluyen el sarcasmo, el tongue-in-cheek, el banter ('cotorreo'), la comedia del insulto, la autoinfravaloración, los temas tabú, los juegos de palabras, las insinuaciones, el humor inteligente y el sistema de clases británico. Estos suelen ir acompañados de poca o nula expresividad corporal. A veces se entiende el humor británico como una forma chistosa de enterrar emociones de una manera que parece poco amable a los ojos de otras culturas. Los chistes son el centro de este tipo de humor, y se tocan temas de todo tipo, casi ninguno está «fuera de los límites». Aun así, la falta de sutileza en los temas controvertidos se considera insensible. Muchas sitcoms (series de comedia) británicas se han vuelto populares a nivel internacional y sirven como representación de la cultura británica para el público internacional.

## Temas
Algunos temas (con ejemplos) que sustentaron el humor británico de finales del siglo XX fueron:

### Insinuación
La insinuación en el humor británico es evidente en la literatura desde Beowulf y Chaucer, y es un tema frecuente en muchas canciones populares británicas. Shakespeare usó a menudo insinuaciones en sus comedias, pero también se encuentran a menudo en sus otras obras, como en Hamlet acto 4 escena V:

Young men will do't if they come to't / By Cock, they are to blame

La comedia de la Restauración es conocida tanto por sus insinuaciones como por su explicitación sexual, una cualidad alentada por Carlos II (1660-1685) personalmente y por el espíritu aristocrático libertino de su corte.
En la época victoriana, el teatro burlesco combinó la sexualidad y el humor en sus actos. A fines del siglo XIX, revistas como Punch comenzaron a venderse ampliamente y aparecieron insinuaciones en sus dibujos animados y artículos.
A principios de la década de 1930, se generalizaron las postales atrevidas al estilo de los dibujos animados (como las dibujadas por Donald McGill), y en su punto máximo se vendieron 16 millones de postales picantes al año. A menudo eran obscenos, con insinuaciones y doble sentido, y presentaban personajes estereotipados como vicarios, damas grandes y maridos engañados, en la misma línea que las películas de Carry On. Este estilo de comedia era común en los music hall y en la música de comedia de George Formby, Jr. Muchos comediantes del music hall y los shows de wartime gang trabajaron en la radio tras la Segunda Guerra Mundial, y personajes como Julian y Sandy en Round the Horne usaron insinuaciones extensivamente. La insinuación también aparece en gran medida en películas y series de televisión británicas de finales del siglo XX. La serie Carry On se basó en gran medida en obscenidades e insinuaciones, y muchos de los sketches de The Two Ronnies están en una línea similar. Benny Hill personificó insinuaciones con poca sutileza, y el sketch Nudge Nudge de Monty Python se burla abiertamente de lo absurdo de tal insinuación.
A fines del siglo XX, se puso de moda una mayor sutileza en el humor sexual, como en Not the Nine O'Clock News y Blackadder, mientras que Bottom y Viz continuaron la tendencia más obscena. En la comedia británica contemporánea, Julian Clary es un ejemplo de un prolífico usuario de insinuaciones.

### Sátira
Falta de respeto a los miembros del establecimiento y la autoridad, tipificada por:
- Beyond the Fringe, revista escénica (1960-1966).
- That Was the Week That Was (TW3), sátira televisiva nocturna en BBC2 (1962-1966).
- Private Eye, revista satírica (1961–).
- Not the Nine O'Clock News, programa de sketches satíricos, notable por lanzar las carreras de Rowan Atkinson, Griff Rhys Jones, Pamela Stephenson y Mel Smith en BBC2 (1979-1982).
- Yes Minister, comedia de situación política en BBC2 (1980-1988).
- Spitting Image, comedia televisiva de marionetas satirizando a los famosos y poderosos en ITV (1984-1996). Revivido en Britbox, (2020-).
- Drop the Dead Donkey, comedia de situación de Channel 4 grabada cerca de la transmisión que satirizaba los eventos semanales (1990-1998).
- Have I Got News for You, un juego de panel satírico originalmente en BBC2, ahora en BBC1 (1990–).
- The Day Today, noventa sátira televisiva (1994).
- Brass Eye, un controvertido programa alternativo en horario de máxima audiencia en Channel 4 (1997-2001).
- The Armando Iannucci Shows, programa de televisión satírico en el Canal 4 (2001).
- The Thick of It, comedia de situación política satírica (2005-2012).
- Mock the Week, un juego de panel satírico sobre temas de actualidad en BBC2. (2005–).
- Time Trumpet, sátira televisiva de Noughties (2006).
- The Last Leg, Channel 4 (2012–)

### Absurdo
Lo absurdo y lo surrealista, tipificado por:
- The Goon Show, programa de radio surrealista del BBC Home Service (1951-1960).
- Bus Driver's Prayer
- Bonzo Dog Doo Dah Band, grupo musical que interpreta canciones inspiradas en la música de la década de 1920 y canciones de rock cómico (1962–).
- The Magic Roundabout, una parodia doblada de una caricatura infantil francesa que ganó un culto de seguidores (1964-1971).
- Q... de Spike Milligan, presentación de sketches e inspiración directa para Monty Python en BBC2 (1969-1982).
- Monty Python, compañía de comedia, originalmente conocida por realizar sketches sin moraleja (1969-1983).
- I'm Sorry I Haven't a Clue, juego de panel de radio con juegos extraños, en particular Mornington Crescent y One Song to the Tune of Another en BBC Radio 4 (1974–).
- La Guía del autoestopista galáctico, en forma de radio, libro, serie de televisión y película (1978–).
- Count Duckula, programa de dibujos animados en ITV (1988-1993).
- Red Dwarf, comedia de situación de ciencia ficción en BBC 2 y Dave (1988–1999, 2009, 2012–)
- Brittas Empire, comedia de situación de Chris Barrie ambientada en un centro de ocio sobre un director molesto en BBC1 (1991-1997).
- The Smell of Reeves and Mortimer, programa de variedades de sketches y canciones del género surrealista de la comedia en la BBC (1993-1995).
- Shooting Stars, programa de juegos de panel aparentemente sin reglas en BBC2 (1993-2011).
- Big Train, espectáculo de sketches con situaciones absurdas interpretado en un estilo realista y inexpresivo en BBC2 (1998-2002).
- The Mighty Boosh, fantasía cómica que contiene incongruencias y referencias a la cultura pop (1998–).
- The League of Gentlemen, comedia de situación sobre los excéntricos habitantes de un pueblo ficticio del norte, Royston Vasey, que se muestra en BBC2 (1999-2002, 2017). También macabro.
- Black Books, comedia de situación sobre el dueño de una librería, aromatizada con elementos surrealistas y sin sentido en Channel 4 (2000-2004).
- The Armando Iannucci Shows, programa de sketches de comedia que utiliza el surrealismo (2001).
- Green Wing, comedia de situación experimental que utiliza el surrealismo, trabajo de cámara acelerado / desacelerado y secuencias etéreas de ensueño en Channel 4 (2004-2007).

### Macabro
Humor negro, en el que temas y eventos que suelen ser tratados con seriedad son tratados de manera humorística o satírica, tipificada por:
- Nighty Night, una serie de televisión sobre una terapeuta de belleza sociópata que finge la muerte de su marido para robar al marido de su vecino discapacitado.
- Jam, una inquietante comedia de sketches televisivos con banda sonora de música ambiental
- Darkplace de Garth Marenghi, una comedia de terror que gira en torno a lo sobrenatural, y está ambientada en un hospital en la década de 1980.
- Murder Most Horrid, una serie de televisión en la que Dawn French interpreta a asesinas y víctimas.
- Snuff Box, un programa de sketches sobre un verdugo (Matt Berry) y su asistente (Rich Fulcher), que hacen bromas o conversan alegremente mientras ahorcan hombres.
- Death at a Funeral, una película de comedia negra de 2007.
- Kind Hearts and Coronets, una película sobre un hombre que asesina en su camino hacia una posición hereditaria, protagonizada por Alec Guinness en numerosos papeles.
- Four Lions, una película de 2010 que satiriza a los terroristas yihadistas dentro de la sociedad británica.
- Inside No. 9, una comedia negra, serie de antología dramática (2014-).

### Surrealista y caótico
- Vic Reeves Big Night Out (1990 y 1991) una parodia de los programas de variedades que dominaron los primeros años de la televisión, pero que, a principios de la década de 1990, estaban cayendo en desgracia.
- Bottom (1991-1995) destaca por su humor caótico y payasadas muy violentas.
- The Young Ones (1982-1984), una comedia de situación británica sobre cuatro estudiantes que viven juntos. Combinaba el estilo tradicional de las comedias de situación con payasadas violentas, giros argumentales non sequitur y surrealismo.

### Humor inherente a la vida cotidiana
El humor, no necesariamente evidente para los participantes, inherente a la vida cotidiana, como se ve en:
- Gavin & Stacey
- Benidorm
- Father Ted
- Only Fools and Horses
- Hancock's Half Hour
- Till Death Us Do Part
- Steptoe and Son
- Porridge
- Human Remains
- I'm Alan Partridge
- The Office
- The Royle Family
- Spaced, una comedia de situación que muestra la vida cotidiana y los dramas emocionales realistas de dos veinteañeros residentes en Londres, que también incorpora aspectos de la comedia surrealista y absurda
- Peep Show
- The Fall and Rise of Reginald Perrin
- One Foot in the Grave
- Monkey Dust
- The IT Crowd
- The Inbetweeners
- The Vicar of Dibley
- Los dibujos animados de Carl Giles
- Goodness Gracious Me y The Kumars at No 42, programa de televisión con una familia india, protagonizado por Sanjeev Bhaskar y Meera Syal
- Come Dine with Me, programa de cocina de realidad donde los cocineros excéntricos y sus invitados a menudo son objeto de burla del narrador Dave Lamb
- Citizen Khan, una comedia de situación sobre una familia asiática británica en Birmingham.
- Uncle (serie de televisión), protagonizada por el comediante y actor Nick Helm
- Friday Night Dinner, comedia de situación sobre una familia judía que celebra Shabat.
- Michael McIntyre

### Adultos y niños
La 'guerra' entre padres / maestros y sus hijos, tipificada por:
- The Beano and The Dandy, cómics de la editorial DC Thomson
- Just William, libros de Richmal Crompton
- Libros de Molesworth de Geoffrey Willans e ilustrados por Ronald Searle
- Los libros y películas de St Trinian's también fueron creados por Ronald Searle
- Kevin y Perry en Harry Enfield & Chums
- My Family, serie de televisión británica
- Outnumbered, serie de televisión británica
- The Fast Show, notablemente competitivo papá
- Tío (serie de televisión), protagonizada por el comediante y actor Nick Helm

### Sistema de clases británico
El sistema de clases británico, especialmente las tensiones de clase entre personajes; y miembros pomposos o tontos de las clases media / alta o escaladores sociales vergonzosamente descarados, tipificados por:
- Jeeves y Wooster, libros de PG Wodehouse (más tarde interpretados por Fry y Laurie)
- Dad's Army, serie de televisión de comedia
- Rising Damp, serie de televisión de comedia
- Fawlty Towers, serie de televisión de comedia
- Keeping Up Appearances, serie de televisión de comedia
- You Rang, M'Lord?, serie de televisión de comedia
- Absolutamente fabulosas, serie de comedia para televisión
- To the Manor Born, serie de televisión de comedia
- Blackadder, serie de televisión de comedia
- The New Statesman, serie de televisión de comedia política
- Sí Ministro, serie de televisión de comedia política
- Red Dwarf, novelas y series de televisión de comedia de ciencia ficción
- The Fast Show, en particular los sketches de Ted & Ralph y The 13th Duke of Wymbourne
- Are You Being Served, serie de televisión de comedia de grandes almacenes
- Sketch Upper Class Twit of the Year de Monty Python

Además, algunas series de comedia se centran en familias o grupos de clase trabajadora, como:
- Two Pints of Lager and a Packet of Crisps, comedia de situación
- The Royle Family, comedia de situación
- Los sketches Four Yorkshiremen y Working-class playwright de Monty Python

### Canalla adorable
El pícaro adorable, a menudo de la clase trabajadora empobrecida, tratando de 'vencer al sistema' y mejorarse a sí mismo, tipificado por:
- Arthur Daley en <i>Minder</i>
- The Andy Capp, tira de dibujos animados creada por Reginald Smythe
- The Likely Lads, serie de televisión
- Steptoe and Son, serie de televisión de comedia
- Rising Damp, serie de televisión de comedia de situación
- Abierto todas las horas, serie de televisión de comedia de situación
- Only Fools and Horses, serie de televisión de comedia (1981-2003) protagonizada por David Jason como Del Trotter
- The Flashman Papers, libros
- Alan B'stard en The New Statesman, serie de televisión
- Sabiduría normanda
- Gachas de avena, serie de televisión de comedia
- Blackadder, serie de televisión de comedia
- Red Dwarf, novelas y series de televisión de comedia de ciencia ficción
- Libros negros, serie de televisión de comedia en el canal 4
- The Fast Show, en particular el sketch de Chris the Crafty Cockney
- Espaciados
- Billy Connolly, comediante y actor

### Vergüenza por la ineptitud social
La vergüenza de la ineptitud social, tipificada por:
- Mr. Bean, serie de televisión de comedia protagonizada por Rowan Atkinson
- The Office, serie de televisión de comedia protagonizada por Ricky Gervais
- Some Mothers Do 'Ave 'Em, serie de comedia protagonizada por Michael Crawford
- Alan Partridge, serie de televisión de comedia protagonizada por Steve Coogan
- Count Arthur Strong, programa de radio
- Extras
- One Foot In The Grave, serie de televisión de comedia, 1990 a 2000
- Peep Show, serie de televisión
- Miranda, serie de comedia de BBC TV de 2009, protagonizada por Miranda Hart
- The Inbetweeners, serie de comedia de Channel 4 que detalla los últimos años de sexto curso para un grupo de adolescentes promedio
- Citizen Khan, una comedia de situación sobre una familia británica asiática en Birmingham
- Derek
- Uncle, protagonizado por el comediante y actor Nick Helm

### Estereotipos raciales y regionales
El formato de chiste An Englishman, an Irishman and a Scotsman («Érase una vez un inglés, un irlandés y un escocés...») es común en muchas culturas y se usa a menudo en inglés, incluido el cambio de nacionalidades para aprovechar otros estereotipos. Estos estereotipos son algo agradables, y estos chistes no se tomarían como xenófobos. Este tipo de estereotipo cariñoso también se ejemplifica con 'Allo' Allo!, un programa que, aunque ambientado en Francia durante la Segunda Guerra Mundial, y realizado deliberadamente con acentos exagerados, se burlaba de los estereotipos británicos y de los extranjeros. Esto también se aplica a muchos de los estereotipos regionales en el Reino Unido. El acento y el dialecto regionales se utilizan en programas como Half Hour de Hancock, Auf Wiedersehen, Pet y Red Dwarf, ya que estos acentos proporcionan una caracterización rápida y señales sociales.
Aunque el racismo era parte del humor británico, ahora está mal visto y actos como Bernard Manning y Jim Davidson son ridiculizados. Desde los años 1970, la mayoría de la comedia racista británica está dirigida a criticar el racismo más que a promoverlo. Love Thy Neighbor y Till Death Us Do Part fueron ambas series que trataron estos temas cuando el Reino Unido estaba llegando a un acuerdo con la afluencia de inmigrantes. Fawlty Towers presentó el maltrato del camarero español, Manuel, pero el objetivo era la intolerancia del personaje principal. The Young Ones presentaba a un oficial de policía (con gafas de sol) involucrado en la discriminación racial, solo para descubrir que el hombre era blanco y llevaba guantes oscuros. Más recientemente, The Fast Show se ha burlado de personas de otras razas, en particular los sketches de Chanel 9, y Banzai ha imitado gameshows japoneses, que tienen un sentido exagerado de violencia, sexo y absurdez. Goodness Gracious Me  les dio la vuelta a los estereotipos en sketches como 'Going for an English' y al regatear el precio de un periódico. Un episodio de The Goodies mostraba a toda la población negra de Sudáfrica saliendo para escapar del apartheid, dejando a los afrikaners sin nadie a quien oprimir; en cambio, comenzaron un sistema de discriminación basado en la altura, dirigido a personas de baja estatura, etiquetadas como apart-height ('apartheid de la altura', juego de palabras).

### Bullying y sarcasmo
El bullying y el sarcasmo severos, aunque el bully (el 'matón') generalmente sale peor parado que la víctima, están tipificados por:
- On the Buses, Arthur le hace bully a su esposa, Olive, y Jack y Stan hacia su jefe Blakey.
- Blackadder, Edmund Blackadder hacia su compañero, Baldrick
- The Young Ones, serie de televisión de comedia
- Fawlty Towers, Basil Fawlty hacia su camarero, Manuel
- The New Statesman, satirizando a un parlamentario conservador.
- The Thick of It, satirizando la cultura del giro que prevalecía en el apogeo de Tony Blair
- Never Mind the Buzzcocks, espectáculo de panel satírico basado en música
- Mock The Week, programa de panel satírico basado en noticias
- Black Books, donde Bernard Black ataca a su asistente, Manny.
- Bottom, en el que Richie ataca a Eddie con poca o ninguna provocación, lo que generalmente resulta en una violenta (a menudo casi fatal) represalia de Eddie.
- The Ricky Gervais Show, Stephen Merchant y Ricky Gervais burlándose de la visión única de la vida de Karl Pilkington.

### Parodias de estereotipos
Es también común burlarse de los estereotipos británicos, tipificados por:
- Beyond the Fringe
- That Was the Week That Was (TW3), sátira televisiva nocturna
- Little Britain
- The Fast Show
- The Young Ones
- Programa de televisión de Harry Enfield
- French and Saunders
- The Day Today
- Brass Eye
- Citizen Smith parodió al anarquista de izquierda descontento
- Mind Your Language, comedia de situación de finales de la década de 1970
- Goodness Gracious Me
- Monkey Dust
- Blackadder
- Phoneshop
- Monty Python
- Hale and Pace
- Ali G
- Citizen Khan, una comedia de situación sobre una familia asiática británica en Birmingham.

### Tolerancia y afecto por lo excéntrico
Tolerancia y afecto por lo excéntrico, especialmente cuando se combina con la inventiva.
- Dibujos animados de Heath Robinson
- Libros del profesor Branestawm
- Animaciones de Wallace y Gromit
- The Fall and Rise of Reginald Perrin, comedia de situación protagonizada por Leonard Rossiter
- Morecambe and Wise, programa de comedia protagonizado por Eric Morecambe y Ernie Wise
- Last of the Summer Wine, la serie de comedia de televisión más antigua del mundo (1973-2010)
- A Bit of Fry and Laurie, programa de sketch escrito y protagonizado por Stephen Fry y Hugh Laurie que destaca por su uso excéntrico e inventivo del lenguaje.
- The Vicar of Dibley, una comedia en la que Dawn French interpreta a una vicaria cuyos feligreses son arquetípicamente excéntricos y locos
- QI o Quite Interesting, un juego de panel donde se otorgan puntos por ser bastante interesante y se quitan puntos por conceptos erróneos comunes
- The Fast Show, en particular el sketch de Rowley Birkin QC

### Bromas y bromas pesadas
Por lo general, para la televisión, la realización de una broma pesada a una persona desprevenida mientras se filma de forma encubierta.
- Candid Camera
- Beadle's About
- Game for a Laugh
- Trigger Happy TV
- Balls of Steel